# Форфоледа
Форфоледа (ісп. Forfoleda) — муніципалітет в Іспанії, у складі автономної спільноти Кастилія-і-Леон, у провінції Саламанка. Населення — 202 особи (2010).
Муніципалітет розташований на відстані близько 190 км на північний захід від Мадрида, 16 км на північний захід від Саламанки.
На території муніципалітету розташовані такі населені пункти: (дані про населення за 2010 рік)
- Форфоледа: 197 осіб
- Сантібаньєс-дель-Каньєдо: 5 осіб

## Демографія
Динаміка населення (INE ):

## Зовнішні посилання
- Провінційна рада Саламанки: індекс муніципалітетів [Архівовано 23 квітня 2009 у Wayback Machine.]
- Посилання на Google Maps